# Theragra finnmarchica
A Theragra finnmarchica a csontos halak (Osteichthyes) főosztályának sugarasúszójú halak (Actinopterygii) osztályába, ezen belül a tőkehalalakúak (Gadiformes) rendjébe és a tőkehalfélék (Gadidae) családjába tartozó faj.

## Rendszertani besorolása
A Theragra finnmarchiciát, korábban a Csendes-óceánban élő alaszkai tőkehal (Theragra chalcogramma) atlanti-óceáni állományának vélték, és szinonimának tekintették. De manapság, az önálló faji rangja a legtöbb kutató szerint elfogadott.
2011 májusában, CofF ver. a Gadus nembe helyezte ezt a fajt.

## Előfordulása
A Theragra finnmarchica elterjedési területe az Atlanti-óceán legészaknyugatibb része, Észak-Norvégiától a Barents-tengerig.

## Megjelenése
Ez a halfaj legfeljebb 50 centiméter hosszú. Hátúszói között, nagy a távolság. Háti része kék, oldalai ezüstös-fehérek. Hátán és oldalainak felső részein pontozás is látható.

## Életmódja
A Theragra finnmarchicáról csak keveset tudunk. Ez a ritka, tengeri halfaj a tengerfenék közelében tartózkodik.

## Felhasználása
Halászatilag nem értékes.